# شورش دراما
شورش دراما (یونانی: Εξέγερση της Δράμας) قیام مردم شهر دراما در شمال یونان و روستاهای اطراف آن در ۲۸ تا ۲۹ سپتامبر ۱۹۴۱ علیه رژیم اشغالگر بلغارستان بود. شورش فاقد سازمان یا منابع نظامی بود. ارتش بلغارستان به سرعت آن را با اقدامات تلافی‌جویانه گسترده سرکوب کرد. این شورش از راهنمایی حزب کمونیست یونان برخوردار بود.